# Anatolij Jegorow (filozof)
Anatolij Grigorjewicz Jegorow (ros. Анатолий Григорьевич Егоров, ur. 25 października 1920 w Skopinie, zm. 15 lutego 1997 w Moskwie) – radziecki filozof, akademik Akademii Nauk ZSRR, działacz partyjny.

## Życiorys
W 1941 ukończył Moskiewski Państwowy Instytut Pedagogiczny im. K. Liebknechta, w latach 1941-1946 był żołnierzem Armii Czerwonej, później wykładowca Instytutu Pedagogicznego we Władywostoku. Od 1944 należał do WKP(b), w latach 1952-1956 zastępca redaktora i redaktor działu w piśmie "Kommunist", w latach 1956-1961 główny redaktor pisma "W pomoszcz politiczeskomu samoobrazowaniju", od 1959 doktor nauk filozoficznych. Od 29 czerwca 1962 członek korespondent Akademii Nauk ZSRR, między 1961 a 1962 zastępca kierownika Wydziału Propagandy i Agitacji KC KPZR, w latach 1962-1965 pracownik aparatu KC KPZR, od 31 października 1961 do 29 marca 1966 członek Centralnej Komisji Rewizyjnej KPZR. Od grudnia 1965 do stycznia 1974 główny redaktor pisma "Kommunist", od 8 kwietnia 1966 do 24 lutego 1976 zastępca członka KC KPZR, od 26 listopada 1974 akademik Akademii Nauk ZSRR, od stycznia 1974 do 1987 dyrektor Instytutu Marksizmu-Leninizmu przy KC KPZR. Od 5 marca 1976 do 25 kwietnia 1989 członek KC KPZR, w latach 1988-1991 radca Prezydium Akademii Nauk ZSRR. Pochowany na Cmentarzu Kuncewskim.

## Odznaczenia i nagrody
- Order Lenina
- Nagroda Leninowska (1982)
- Order Rewolucji Październikowej
- Order Wojny Ojczyźnianej I klasy (dwukrotnie)
- Order Czerwonego Sztandaru Pracy (dwukrotnie)
- Order Wojny Ojczyźnianej II klasy
- Medal za zwycięstwo nad Niemcami
- Medal za zwycięstwo nad Japonią